# Izlake
Izlake è un insediamento della Slovenia, appartenente al comune di Zagorje ob Savi, con 1 146 abitanti (censimento 2002). Le attrazioni turistiche includono il castello di Medija, dove Janez Vajkard Valvasor trascorse la sua infanzia ed è sepolto nella tomba di famiglia e le Terme di Medijske Toplice.

## Le Terme
Medijske Toplice è una stazione termale fondata nel 1877 da un imprenditore locale il sig. Prašnikar Alojz, Janez Vajkard Valvasor le citava nel suo La Gloria del Ducato di Carniola nel XVII secolo consistono in un albergo, una piscina coperta e in un complesso di piscina all'aperto con acque termali tra i 24° ed i 26°.
Nel luglio 1877 fu  posto un obelisco commemorativo di fronte all'hotel, in onore di Janez Vajkard Valvasor.